# Aeroportul Samangoky
Aeroportul Samangoky (IATA: TDV, ICAO: FMSN) este un aeroport din Madagascar.
aeroportul dispune de o singură pistă.